# 忻元龙
忻元龙（？—），生于上海，中国数学家，复旦大学教授，主要研究领域为微分几何。1993年获得中国数学会第四届陈省身数学奖。